# الصحة المتصلة

## الصحة المتصلة
الصحة المتصلة نموذج اجتماعي تقني لإدارة الرعاية الصحية وتقديمها باستخدام التكنولوجيا لتقديم خدمات الرعاية الصحية عن بُعد. تهدف الصحة المتصلة، والمعروفة أيضًا باسم الرعاية الممكّنة من التكنولوجيا (اختصار كلمة التقنية) إلى تعظيم موارد الرعاية الصحية وتوفير فرص متزايدة ومرنة للمستهلكين للتواصل مع الأطباء وإدارة الرعاية الذاتية بشكل أفضل.  يُستخدم تقنيات المستهلك المتاحة بسهولة لتقديم رعاية المرضى خارج المستشفى أو مكتب الطبيب.  تشمل الصحة المتصلة البرامج في مجال الرعاية الصحية عن بُعد والرعاية عن بُعد (مثل الرعاية المنزلية) وإدارة الأمراض وأسلوب الحياة، وغالبًا ما تستفيد من التقنيات الحالية مثل الأجهزة المتصلة التي تستخدم الشبكات الخلوية وترتبط بالجهود المبذولة لتحسين الرعاية المزمنة. هناك ضبابية متزايدة بين قدرات البرامج واحتياجات الرعاية الصحية إذ يقدم التقنيون الآن الحلول لدعم عافية المستهلك وتوفير الاتصال بين بيانات المريض والمعلومات والقرارات. هذا يستدعي تقنيات جديدة لتوجيه حلول الصحة المتصلة مثل «التفكير التصميمي» لدعم مطوري البرامج في تحديد متطلبات الرعاية الصحية بوضوح، وتوسيع وإثراء تقنيات جمع متطلبات البرامج التقليدية
تعد الولايات المتحدة والاتحاد الأوروبي سوقين مهيمنين لاستخدام الخدمات الصحية المتصلة في خدمة الرعاية المنزلية، ويرجع ذلك جزئيًا إلى التوفر العالي لخدمة الهاتف والإنترنت مقارنة بأجزاء أخرى من العالم. يعتقد أنصار الصحة المتصلة أن التكنولوجيا يمكن أن تحول تقديم الرعاية الصحية ومعالجة أوجه القصور خاصة إلى مجال إدارة لتدفق العمل وإدارة الأمراض المزمنة وامتثال المريض لأنظمة الرعاية الصحية الأمريكية والعالمية.

## التاريخ
تعود جذور الصحة المتصلة إلى الطب عن بُعد، وأقربائها في مجال الصحة عن بُعد. نُفذت برامج التطبيب عن بعد الأولى في المقام الأول لمعالجة الوصول إلى الرعاية الصحية و/ أو نقص مقدمي الخدمات. يجري تمييز الصحة المتصلة عن التطبيب عن بعد من خلال:
اهتمام أوسع بتكلفة الرعاية الصحية وجودتها وكفاءتها، خاصة فيما يتعلق بالأمراض المزمنة.
الاهتمامات المصاحبة في جعل الرعاية الصحية أكثر تركيزًا على المريض من خلال تعزيز استهلاك الرعاية الصحية من خلال التعليم، وتعليقات المرضى.
جهود في اتجاه دمج البيانات التي جرى إنشاؤها خارج إعدادات الرعاية الصحية التقليدية مثل المنزل مع سجل المريض الإلكتروني المركزي في كثير من الأحيان.
الصحة المتصلة هي «المصطلح الشامل الذي جرى التوصل إليه لتقليل الالتباس حول تعريفات التطبيب عن بُعد، والرعاية الصحية عن بُعد، والرعاية الصحية» ويعد المعجم الجديد لمصطلح التطبيب عن بعد.  يركز العرض التكنولوجي للصحة المتصلة بشكل أكبر على طرق الاتصال بين العملاء واختصاص الرعاية الصحية.
وجهة النظر البديلة هي المنظور الاجتماعي التقني الذي تعد فيه الصحة المتصلة مزيجًا من الناس والعمليات والتكنولوجيا. في عام 2015، جرى تعريف الصحة المتصلة على أنها رعاية تتمحور حول المريض ناتجة عن تقديم الرعاية الصحية المدفوعة بالعملية التي يقوم بها متخصصو الرعاية الصحية و/ أو المرضى و/ أو القائمون بالرعاية الذين يجري دعمهم باستخدام التكنولوجيا (البرامج و/ أو الأجهزة).

## قيد التنفيذ
جرى التأكيد على «منصتين أساسيتين» في مجالات الصحة المتصلة والرعاية الذاتية والرعاية عن بعد، مع البرامج التي تركز في المقام الأول على المراقبة والتغذية الراجعة للمرضى المزمنين وكبار السن وأولئك المرضى الموجودين على مسافة لا يمكن تحملها من مقدمي الرعاية الأولية أو المتخصصة. صُممت البرامج لتحسين التواصل بين المريض والمزود ضمن ممارسة طبية فردية. على سبيل المثال، يقع استخدام البريد الإلكتروني للتواصل مع المرضى بين زيارات المكتب أيضًا في نطاق الصحة المتصلة. يتلقى الفرد معلومات الرعاية الصحية لتسهيل تغيير السلوك لتحسين لياقته أو رفاهيته العامة، أو لتقليل أو القضاء على تأثير سلوك معين يمثل خطرًا على حالته الصحية. تتضمن بعض الأنواع الأكثر شيوعًا للبرامج الصحية المتصلة قيد التشغيل اليوم ما يلي:
الرعاية المنزلية عن طريق المراقبة عن بعد للمرضى المصابين بأمراض مزمنة بما في ذلك الأجهزة المتصلة بالمراقبة أو المراقبة التي يتحكم فيها المريض من أجل المعايير الصحية.
برامج الرعاية الصحية التقليدية عن بُعد، حيث يجري تقديم الرعاية في المناطق النائية من قبل فرق من الأطباء المحليين أو العاملين في مجال الرعاية الصحية المجتمعية مع المتخصصين في المراكز الطبية.
برامج المراقبة التي تهدف إلى ضمان سلامة وجودة حياة الآباء المسنين الذين يعيشون على مسافة من أقاربهم.
خدمات الرأي الثاني المستندة إلى الويب للمرضى الذين يحتاجون إلى رعاية طبية.
التدريب على نمط الحياة واللياقة البدنية لتقليل المخاطر الصحية أو التعافي.
يقوم مركز الصحة المتصلة بتنفيذ مجموعة من البرامج في المجموعات السكانية المعرضة للخطر والمصابة بأمراض مزمنة والموجودة عن بُعد.
يتأصل مفهوم الصحة المتصلة في المرونة من حيث الأساليب التكنولوجية لتقديم الرعاية وأهداف البرنامج المحددة. على سبيل المثال، قد تستخدم برامج المراقبة عن بعد مجموعة من الهواتف المحمولة وتكنولوجيا الهواتف الذكية أو الاتصالات عبر الإنترنت أو أجهزة الاستشعار البيولوجية وقد تهدف إلى زيادة التواصل مع مزود المريض أو إشراك المرضى في رعايتهم من خلال التغذية الراجعة المنتظمة أو تحسين قياس النتائج الصحية لدى مجموعة محددة من المرضى أو الأفراد.  تلعب تكنولوجيا القلم الرقمي، وتحديد المواقع العالمية، ومؤتمرات الفيديو، وأجهزة الاستشعار البيئية دورًا في الصحة المتصلة.

## الأهداف
• تخفيض تكلفة تقديم الرعاية الجيدة للمرضى المزمنين، والتي يقدرها مركز اقتصاديات الرعاية الصحية في معهد ميلكن بما يزيد عن 1 تريليون دولار سنويًا.
• تحسين مراقبة الصحة العامة العالمية والمحلية، مع ما يترتب على ذلك من انخفاض في الأوبئة، وزيادة السيطرة على الأمراض المعدية وتحسين سلامة الأدوية.
• انخفاض معدل الأخطاء الطبية.
•«خدمة عملاء» أفضل في مجال الرعاية الصحية.
• استمرار الصحة الوقائية، مع ما يصاحب ذلك من تخفيضات في: المراضة والوفيات وتكلفة الرعاية.
• مشاركة المستهلك في الصحة والإدارة الذاتية.
• تجارب سريرية أكثر أمانًا وفعالية.